# طوارئ

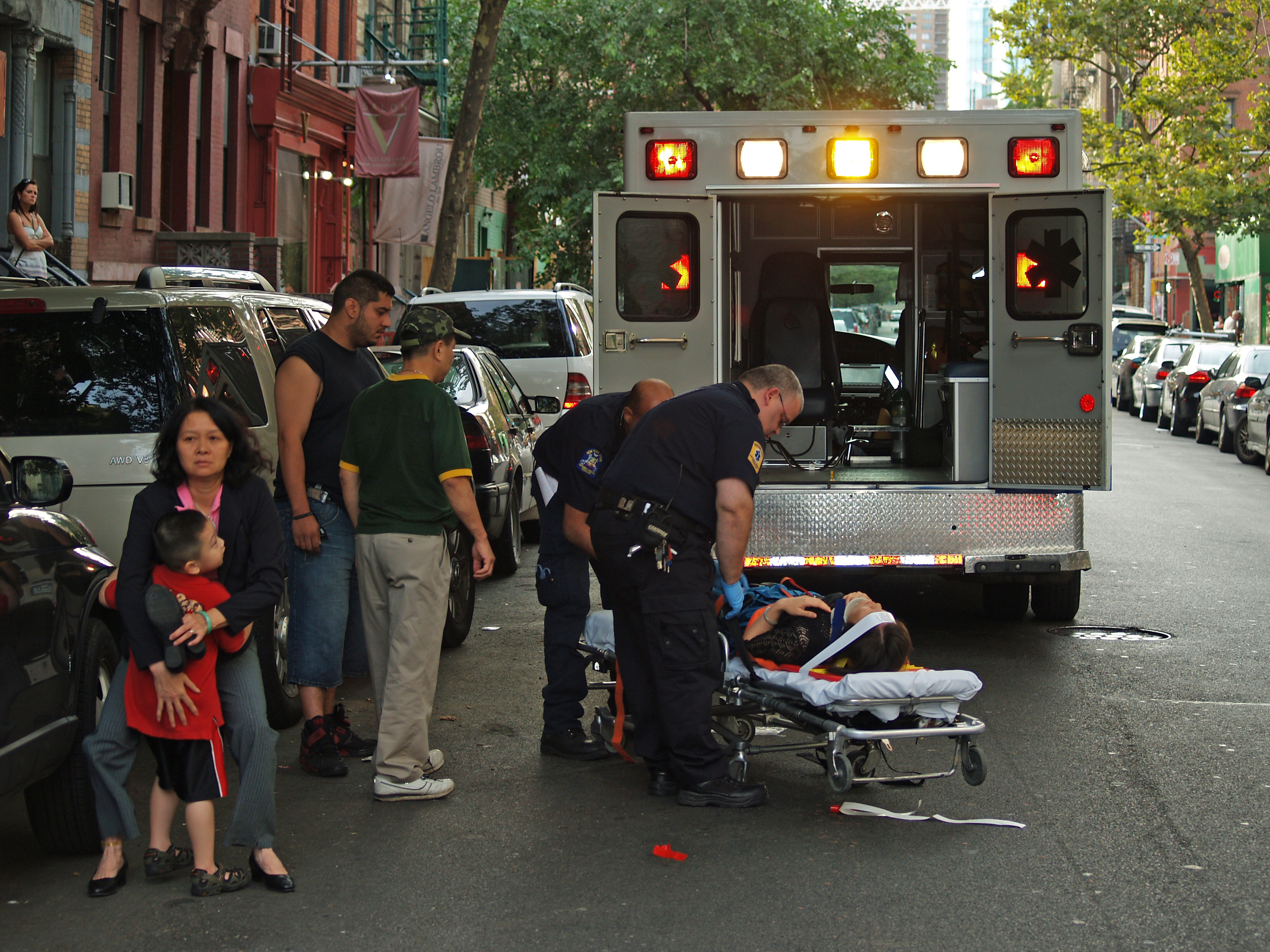
فني طبي طوارئ يتعامل مع امرأة انهارت في إحدى شوارع نيويورك، وتعتبر أنظمة الاستجابة لحالات الطوارئ بالغة الحيوية.

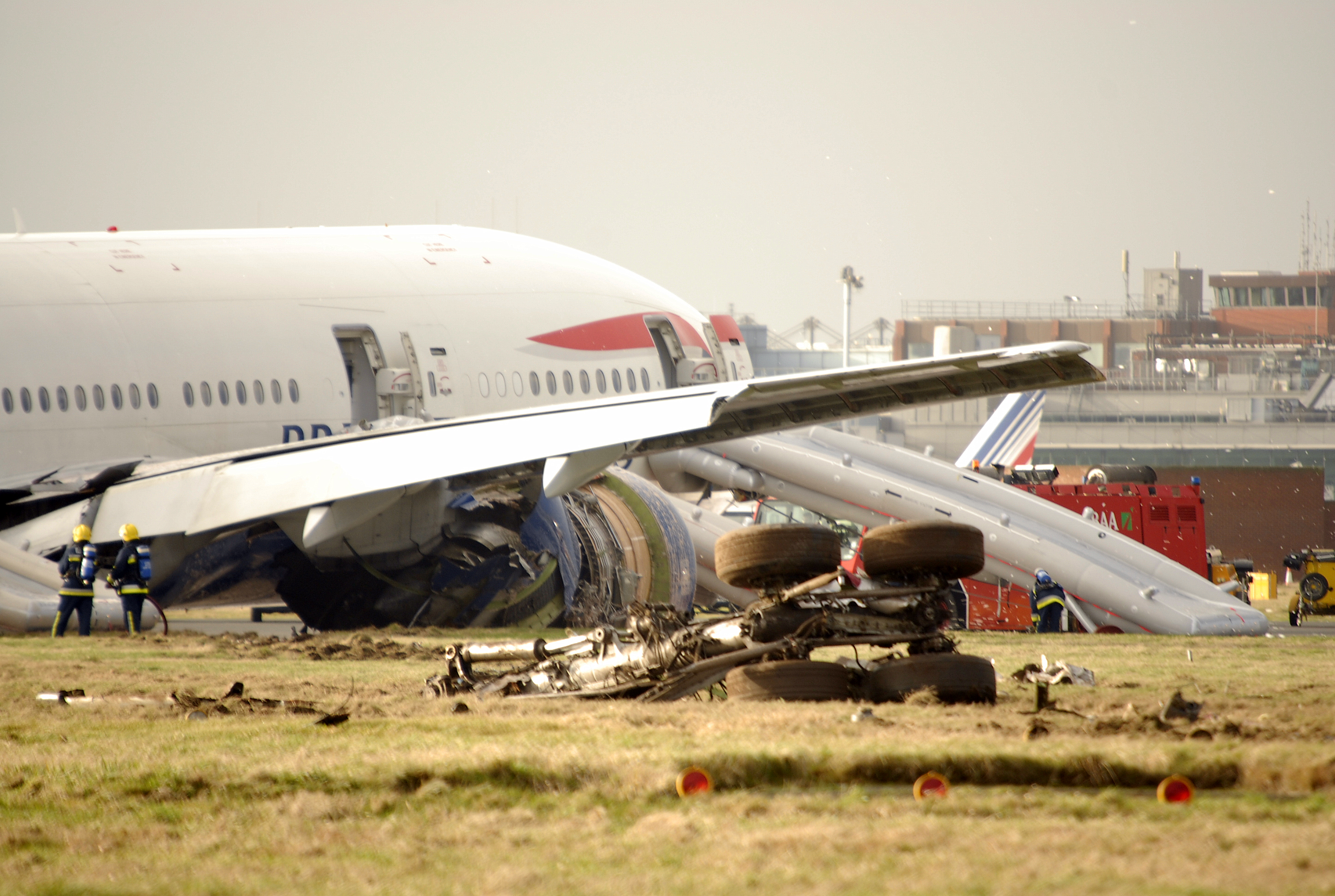
انتشار فريق الطوارئ عقب تحطم طائرة

الطوارئ هي كل حالة تشكل خطرا فوريا على الصحة أو الحياة أو الملكية الشخصية أو البيئة، وتتطلب معظم حالات الطوارئ تدخلاً عاجلاً بهدف الحيلولة دون تفاقم الوضع، إلا أنه في بعض الحالات قد لا يكون التخفيف منها ممكنًا، ولا تتمكن هيئات الاستجابة للطوارئ إلا من تقديم رعاية ملطفة عقب وقوع الكارثة.
بالرغم من أن بعض حالات الطوارئ قد تكون بديهية (مثل الكوارث الطبيعية التي تهدد العديد من الأرواح)، فإن العديد منها الحوادث الصغرى تتطلب من المراقب (أو المتضرر) أن يقرر ما إذا اعتبرها حالة طوارئ، ويختلف التعريف الدقيق لحالة الطوارئ والهيئات المعنية بها والإجراءات المستخدمة خلالها باختلاف البلد، وعادةً ما تحدد الحكومة هذه المتغيرات، وتكون هيئاتها (خدمات الطوارئ) هي المسؤولة عن تخطيط وإدارة الطوارئ.

## تحديد حالة الطوارئ
لاعتبار أن حادث ما يُشكل حالة طوارئ فإنه يجب أن يتوافق مع واحد أو أكثر مما يلي:
- يشكل تهديدًا مباشرًا للحياة أو الصحة أو الممتلكات أو البيئة.
- تسبب بالفعل في خسائر في الأرواح أو أضرار صحية أو أضرار في الممتلكات أو أضرار بيئية.
- لديه احتمال كبير في التسبب في خطر مباشر على الحياة أو الصحة أو الممتلكات أو البيئة.

في حين تتفق معظم خدمات الطوارئ على حماية صحة الإنسان وحياته وممتلكاته، فإن الآثار البيئية لا تعتبر ذات أهمية كافية من قبل بعض الوكالات، ويشمل ذلك أيضًا مناطق مثل رعاية الحيوانات، حيث تغطي بعض هيئات الطوارئ هذا العنصر من خلال تعريف "الملكية"، مثل تعرض الحيوانات المملوكة لشخص ما للتهديد (على الرغم من أن هذا لا يشمل الحيوانات البرية)

## أنواع الطوارئ

### مخاطر الحياة
تسبب العديد من حالات الطوارئ خطرا فوريا على حياة الأشخاص المعنيين، ويمكن أن يتراوح ذلك بين حالات الطوارئ التي تؤثر على شخص واحد مثل حالات الطوارئ الطبية المتمثلة في النوبات القلبية والسكتات الدماغية والسكتات القلبية والإصابات، أو حالات الطوارئ التي تؤثر على أعداد كبيرة من الناس (مثل الكوارث الطبيعية المتمثلة في الأعاصير القمعية والاستوائية والفيضانات والزلازل والانهيارات الطينية وتفشي الأمراض مثل الكوليرا والإيبولا والملاريا.
ويُمثل كل ما ذكر سابقا أولية قصوى لمعظم هيئات الطوارئ، انطلاقا من المدرسة الفكرية العامة القائلة بأنه لا يوجد شيء أكثر أهمية من حياة الإنسان. 

### مخاطر الصحة
بعض حالات الطوارئ لا تمثل بالضرورة تهديدًا مباشرًا للحياة، ولكنها قد يكون لها آثار خطيرة على استمرار صحة ورفاه الشخص/ الأشخاص (رغم أن حالات الطوارئ الصحية يمكن أن تتصاعد لاحقًا لدرجة تهديد للحياة).

### مخاطر البيئة
بعض حالات الطوارئ لا تؤدي إلى تعريض الحياة أو الصحة أو الممتلكات للخطر المباشر، وفي المقابل يمكن أن يكون لها آثار بعيدة المدى على الحيوانات وعلى حالة الأرض بتأثيرها على البيئة الطبيعية والمخلوقات التي تعيش فيها، وهو أمر لا تعتبره الهيئات حالة طوارئ حقيقية، وتشمل الأمثلة على ذلك حرائق الغابات والتسربات البحرية النفطية.

## الهيئات المشاركة في التعامل مع حالات الطوارئ
لدى معظم الدول المتقدمة عدد من خدمات الطوارئ العاملة داخلها، والتي تهدف إلى تقديم المساعدة في التعامل مع أي حالة طوارئ، وغالبًا ما تكون هيئات حكومية، أو مدفوعة الأجر من إيرادات الضرائب كخدمة عامة، أو هيئات خاصة تستجيب لحالات الطوارئ مقابل المال، أو منظمات تطوعية تقدم المساعدة من الأموال التي جمعتها من التبرعات.
تعمل معظم الدول المتقدمة عبر ثلاث خدمات طوارئ أساسية:
- الشرطة: وتتعامل مع حالات الطوارئ ذات الصلة بالجرائم بشكل أساسي.
- إدارة الإطفاء: وتتعامل مع حالات الطوارئ المرتبطة بالحرائق، وعادة ما تحتفظ بواجبات إنقاذ ثانوية.
- الخدمات الطبية الطارئة: وتتعامل مع حالات الطوارئ الطبية ذات الصلة.

قد يكون هناك أيضًا عدد من خدمات الطوارئ المتخصصة، والتي قد تكون جزءًا من إحدى الهيئات الرئيسية أو كيانات منفصلة مساعدة، وقد يشمل ذلك خدمات مثل تفكيك القنابل والبحث والإنقاذ وعمليات المواد الخطرة.

### استدعاء خدمات الطوارئ
تمتلك معظم الدول رقم هاتف الطوارئ، والمعروف أيضًا باسم رقم الطوارئ العالمي، والذي يمكن استخدامه لاستدعاء خدمات الطوارئ لأي حادث، ويختلف هذا الرقم من بلد إلى آخر (وفي بعض الحالات حسب المنطقة داخل البلد)، ولكنه في معظم الحالات يكون بتنسيق أرقام قصيرة مثل 911 (الولايات المتحدة والعديد من أجزاء كندا) ،  999 (المملكة المتحدة) ،   112 (أوروبا)   و000 (أستراليا). 
يُمكن لغالبية الهواتف المحمولة أيضًا أن تطلب خدمات الطوارئ حتى إذا كانت لوحة مفاتيح الهاتف مقفلة، أو إذا كان الهاتف يحتوي على وحدة تعريف مشترك مفقودة أو منتهية الصلاحية، على الرغم من أن توفير هذه الخدمة يختلف حسب البلد والشبكة. 

### خدمات الطوارئ المدنية
بالإضافة إلى تلك الخدمات المقدمة خصيصًا لحالات الطوارئ فقد يكون هناك عدد من الهيئات التي تقدم خدمة الطوارئ كجزء عارض من عملهم اليومي المعتاد. ويمكن أن يشمل ذلك عمال المرافق العامة كالكهرباء أو الغاز، والذين قد يُطلب منهم الاستجابة بسرعة شديدة حيث أن كلا المرفقين لديهما إمكانية كبيرة للتسبب في خطر على الحياة والصحة والممتلكات إذا كان هناك عطل في البنية التحتية  

### خدمات الطوارئ المحلية
يُنظر لخدمات الطوارئ المحلية على أنها خدمات الدفع لكل استخدام، وتميل الشركات التي تقدمها إلى حالات الطوارئ المحدودة، والتي تتعرض فيها الصحة أو الممتلكات لقدر من الخطر لا يكون مدعاة للاستجابة الرسمية للطوارئ. وتُعتبر خدمات الطوارئ المحلية في الأساس مماثلة لخدمات الطوارئ المدنية، حيث يقوم عمال المرافق العامة أو الخاصة بإجراء إصلاحات تصحيحية للخدمات الأساسية والاستفادة من خدماتهم في جميع الأوقات ولكن بتكلفة للخدمة، مثل سباك طوارئ أو فني كهرباء طوارئ 

## مبادئ إجراءات الطوارئ
تُمثل مبادئ العمل في حالات الطوارئ القواعد الأساسية التي توجه أعمال رجل الإنقاذ الفعلي أو المحتمل، لذا فإن مبادئ إجراءات الطوارئ تساعد في توجيه رجال الإنقاذ في الحوادث، عبر الالتزام ببعض المبادئ الأساسية.
يختلف محتوى المبادئ ومدى التزام رجال الإنقاذ بها اعتمادًا وبشكل كبير على التدريب الذي تلقاه الشخص المشارك في حالات الطوارئ، والدعم المتاح من خدمات الطوارئ، والوقت الذي يستغرقه وصولهم، ونوع حالة الطوارئ نفسها.

### مبدأ الطوارئ الرئيسي
يتمثل مبدأ الطوارئ الأساسي الذي يُدرس في جميع الأنظمة تقريبًا في أن يقوم المنقذ (سواء أكان شخصًا عاديًا أو محترفًا) تقييم المخاطر أولا.
وقد مًنح مبدأ تقييم المخاطر هذه الأولوية العالية لأنه من أساسيات إدارة الطوارئ أن لا يصبح رجال الإنقاذ ضحايا ثانويين لأي حادث، لأن لو حدث فإنه يخلق حالة طوارئ جديدة يجب التعامل معها.
يشمل التقييم النموذجي للمخاطر رصد المناطق المحيطة بدءًا من سبب الحادث (مثل سقوط جسم ما) ثم التوسع خارجا ليشمل الرصد أية مخاطر محلية (مثل حركة المرور السريعة) والتاريخ أو المعلومات الثانوية المقدمة من الشهود والمارة أو مقدمي خدمة الطوارئ (كأن يكون المهاجم لا يزال موجود في مكان قريب).

## إدارة الطوارئ
هناك العديد من بروتوكولات خدمات الطوارئ التي يتم تطبيقها في حالات الطوارئ، والتي تبدأ عادة بالتخطيط قبل حدوث الطوارئ. يتم عرض نظام واحد شائع الاستخدام لإظهار المراحل هنا على اليمين.
تبدأ مرحلة التخطيط بالاستعداد، حيث تحدد الهيئات كيفية الاستجابة لحادث أو ظرف معين، ويجب أن يشمل ذلك خطوط القيادة والتحكم، وتقسيم الأنشطة بين الهيئات، وهو ما يحد من المواقف السلبية المحتملة ويعزز من التنسيق بين للهيئات المختلفة.
يتبع حدوث حالة طوارئ انتقال الهيئات إلى مرحلة الاستجابة حيث تنفذ خطتطها، وقد ينتهي بها الأمر إلى بعض الارتجال أثناء الاستجابة، نتيجة وجود ثغرات حتمية في مرحلة التخطيط بسبب الطبيعة الفردية لمعظم الحوادث.
قد تشارك الهيئات بعد ذلك في الاستعادة بعد الحادث، حيث تساعد في التخلص منه، أو تساعد الأشخاص المعنيين على التغلب على صدماتهم النفسية.
ثم يأتي دور المرحلة الأخيرة وهو التخفيف، والذي يتضمن اتخاذ خطوات لضمان عدم حدوث أي تكرار، ووضع خطط إضافية لضمان تقليل الضرر. ويجب أن يؤدي ذلك إلى تغذية راجعة إلى مرحلة الاستعداد، بهدف وضع خطط محدثة للتعامل مع حالات الطوارئ في المستقبل، وتلافي السلبيات السابقة.

## حالة طارئة (قانون الطوارئ)
تحتفظ العديد من الحكومات بالحق في إعلان قانون الطوارئ في حالة وقوع حادث كبير مثل الاضطرابات المدنية أو الكوارث الكبرى، مما يمنحها سلطات واسعة على الحياة اليومية لمواطنيها، وقد يشمل ذلك تقليصًا مؤقتًا لبعض الحقوق المدنية، بما في ذلك الحق في المحاكمة.